# Lisamfibieni
Lisamfibienii sau lisamfibiile (Lissamphibia) sunt o subclasă de amfibieni ce include toți amfibienii actuali (broaștele, salamandrele și gimnofionii). Sunt amfibieni în general de talie mică, cu corpul acoperit cu o piele glandulară subțire, vascularizată și umedă, funcționând și ca organ respirator cutanat, cu picioarele anterioare prevăzute numai cu 4 degete, unul dintre ele fiind dispărut; cu picioarele posterioare prevăzute cu 5 degete; cu un număr redus de oase dermice în bolta craniului; numai cu doi condili cranieni formați de exoccipitale; cu dinți simpli, fără pliuri ale ivoriului și cu nervul hipoglos necuprins în cutia craniană.
Lisamfibienii posedă o serie de caractere unice, cele mai importante fiind:
1. dinți pedicelați, formați din două segmente: coroana dentară și pedicel;
2. un complex opercul-columelă, numit și opercul-plectru (operculum-plectrum) în urechea medie;
3. papila amfibiană (papilla amphibiorum), o zonă senzorială specială a urechii interne;
4. bastonașe verzi în retina ochiului;
5. glande tegumentare similare;
6. pielea puternic vascularizată cu o funcțiune importantă în respirație (respirația cutanată)

Azi trăiesc pe suprafața globului pământesc circa 4000 specii de lisamfibienii, care sunt clasificați în 3 ordine: urodele (Urodela sau Caudata), gimnofioni (Gymnophiona) și anure (Anura).